# مجزرة حطلة
شهدت مجرزة حطلة قتل 60 قروي شيعي مع عائلاتهم وأطفالهم وارتكبها مقاتلين من المعارضة السورية في قرية حطلة بمحافظة دير الزور شرق سوريا يوم 11 يونيو 2013 خلال الحرب الأهلية السورية. وقتل ما لايقل عن 30 مدني.